# Antikollisionsvarningssystem
Antikollisionsvarningssystem eller collision avoidance system CAS är ett precrash-system, varningssystem för framåt kollision eller system för att minska kollisioner är ett bilsäkerhetssystem som är utformat för att förhindra eller minska svårighetsgraden av en kollision. Den använder radar (alla väder) och ibland laser (LIDAR) och kamera (använder bildigenkänning) för att upptäcka en överhängande krasch. GPS-sensorer kan upptäcka fasta faror som närmar sig stoppskyltar genom en platsdatabas.
System för att undvika kollision sträcker sig från omfattande system som är obligatoriska i vissa länder, såsom autonom nödbromsning (AEB) i EU, till forskningsprojekt inklusive vissa tillverkares specifika enheter.